# André Martinet
André Martinet (* 12. April 1908 in Saint-Alban-des-Villards, Département Savoie; † 16. Juli 1999 in Châtenay-Malabry) war ein berühmter französischer Linguist, der einen großen Einfluss auf den Strukturalismus hatte.

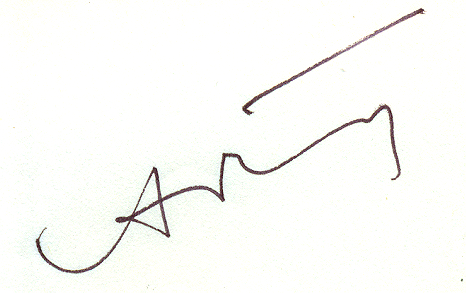
Die Unterschrift von André Martinet

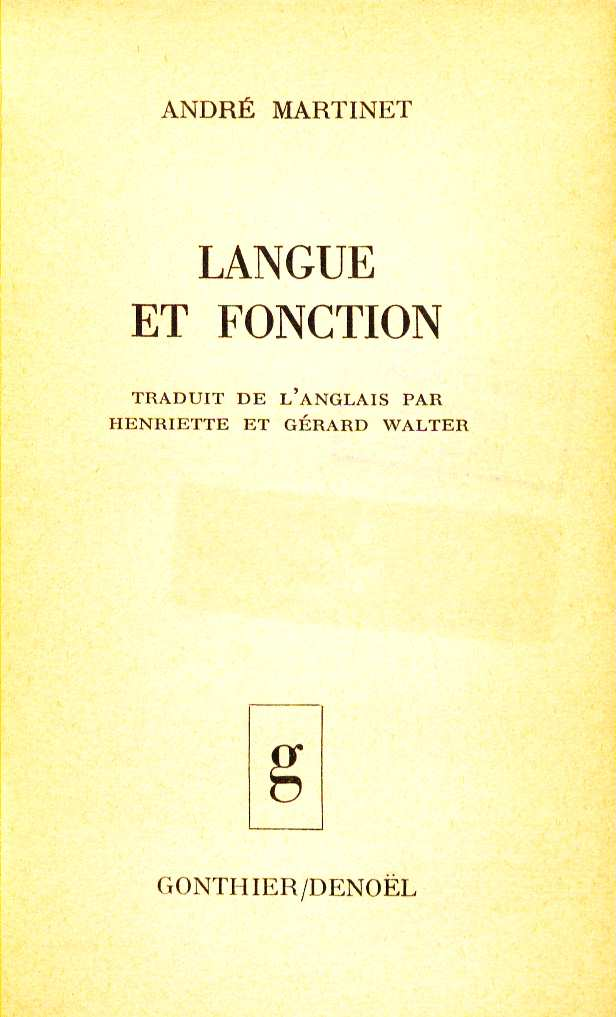
Langue et fonction, Taschenbuch 1971

## Leben
André Martinet wuchs als Sohn von Lehrern in einem Dorf in Savoyen auf, wo neben Französisch auch Frankoprovenzalisch gesprochen wurde. Er studierte Englisch und bestand 1930 die Agrégation (Staatsprüfung für das höhere Lehramt) in diesem Fach. 1937 verteidigte er – wie damals üblich – zwei Doktorarbeiten (thèses) zum Erwerb des doctorat d’État: La Gémination consonantique d'origine expressive dans les langues germaniques (Die Konsonantenverdopplung von expressiver Herkunft in den germanischen Sprachen) und La Phonologie du mot en danois (Die Phonologie des Worts im Dänischen).
Von 1938 bis 1946 war er directeur d’études (entspricht einem Professor) für Phonologie an der École pratique des hautes études. Nach dem Krieg ging Martinet nach New York, wo er von 1946 bis 1948 die International Auxiliary Language Association leitete und zur Erarbeitung der Welthilfssprache Interlingua beitrug. Von 1947 bis 1955 unterrichtete Martinet an der Universität von Columbia, wo er zum Leiter der sprachwissenschaftlichen Abteilung ernannt wurde. Er wurde darüber hinaus von 1947 bis 1964 Herausgeber der Zeitschrift Word. 
1955 kehrte Martinet nach Frankreich zurück, wo er den Lehrstuhl für allgemeine Sprachwissenschaft an der Universität Paris (Sorbonne) übernahm, der nach der Aufteilung der Pariser Universität der Université Paris 1 Panthéon-Sorbonne zugeordnet wurde. Dort lehrte er bis 1977. Von 1957 bis 1995 bekleidete er außerdem an der École pratique des hautes études den eigens für ihn geschaffenen Lehrstuhl für strukturelle Linguistik. Im Jahre 1966 war er Präsident der europäischen Sprachwissenschaftlervereinigung. Er gründete außerdem 1965 die Zeitschrift La Linguistique und 1976 die Gesellschaft für funktionale Linguistik (SILF).
In seinen 1993 erschienenen Memoiren finden sich Äußerungen über seine früheren Kollegen Roman Jakobson, Emile Benveniste und Noam Chomsky, die von manchen als antisemitisch angesehen wurden. Seine Schüler und der Herausgeber der von ihm gegründeten Zeitschrift La Linguistique distanzierten sich jedoch von diesem Vorwurf.

## Werk
Geprägt von der Prager Schule begründete Martinet die funktionalistische Syntax (Syntaxe générale, 1985). Darüber hinaus verfasste er rund zwanzig bedeutende Werke zur allgemeinen Sprachwissenschaft (Éléments de linguistique générale, 1960), zur diachronen Sprachwissenschaft und zum systematisch bedingten Lautwandel (Économie des changements phonétiques, 1955, 1982 in überarbeiteter deutscher Fassung) sowie zur vergleichenden Sprachwissenschaft (Des steppes aux océans, 1986). Sein bekanntestes Werk Éléments de linguistique générale wurde in 17 Sprachen übersetzt und hat eine ganze Generation von Sprachwissenschaftlern in Frankreich und darüber hinaus beeinflusst. 
Grundlage von André Martinets funktionellem Strukturalismus ist der von ihm im Jahr 1949 eingeführte Begriff der double articulation der menschlichen Sprache, welche diese von allen anderen Zeichensystemen unterscheidet.

## Veröffentlichungen

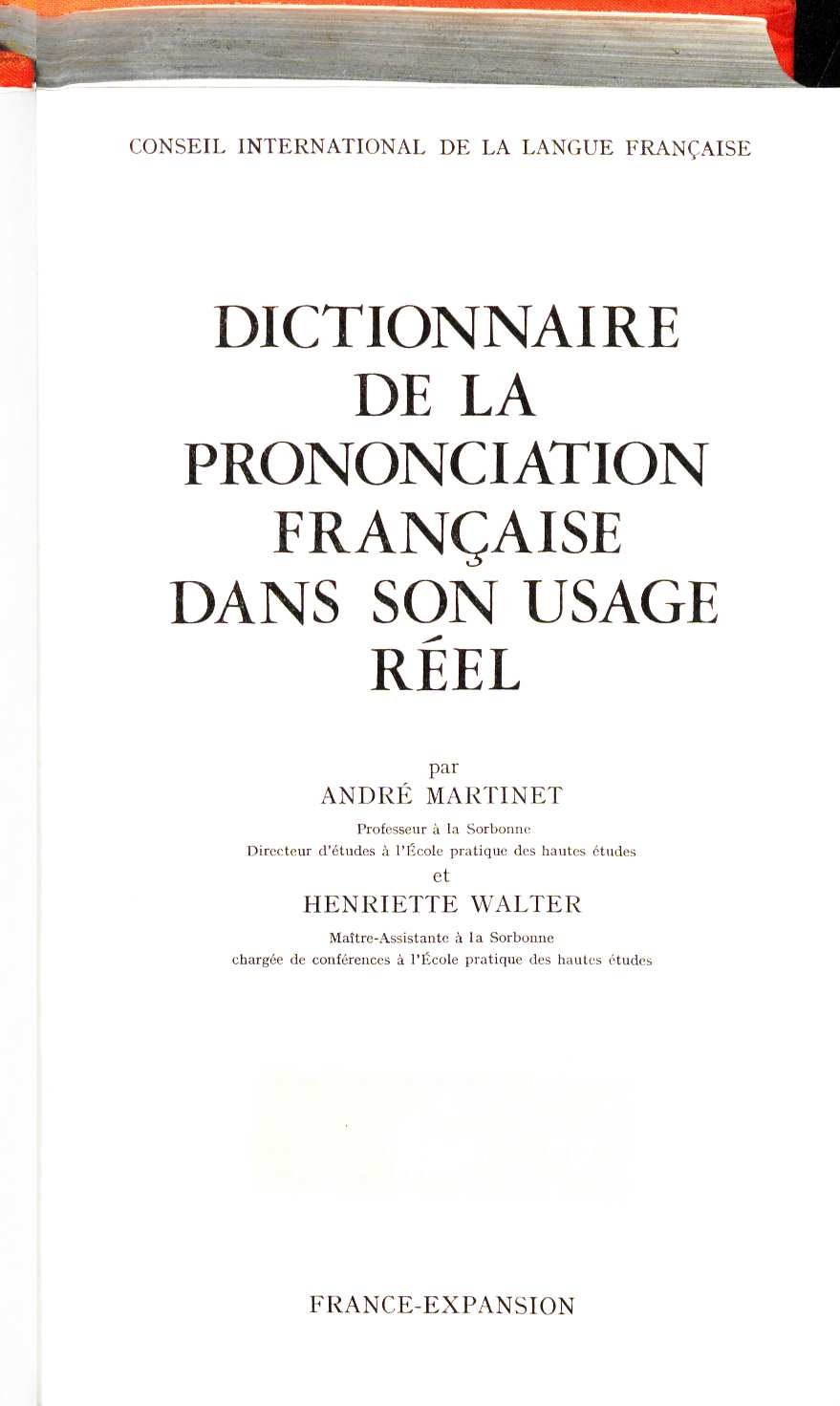
André Martinet, Henriette Walter: Le Dictionnaire de la prononciation française dans son usage réel. 1973

- La description phonologique avec application au parler francoprovençal d'Hauteville (Savoie), coll. « Publication romanes et françaises », Genève, Librairie Droz, 1956.
- Éléments de linguistique générale, Paris, Armand Colin, 1960.
- A functional view of language. Oxford, Clarendon, 1962.
  - Langue et fonction. Übersetzung aus dem Englischen ins Französische Henriette Walter, Gerard Walter. Paris, Gonthier/Denoel, 1971
- La linguistique synchronique, Paris, Presses universitaires de France, 1965.
- Le français sans fard, coll. « Sup », Paris, PUF, 1969.
- Évolution des langues et reconstruction, Paris, PUF, 1975.
- Syntaxe générale, 1985.
- Des steppes aux océans, Paris, Payot, 1986.
- Fonction et dynamique des langues, Paris, Armand Colin, 1989.
- Mémoires d'un linguiste, vivre les langues, 1993.

## Nachweise
1. ↑  Claude Hagège: André Martinet (1908-1999). In: Annuaires de l'École pratique des hautes études, Band 14 (2000), S. 34–35.
2. ↑  Historia de Interlingua: Interview con André Martinet (ia)
3. ↑  Biographia de André Martinet (ia)
4. ↑  André MARTINET, Fondateur de la SILF et de la revue La Linguistique
5. ↑  Siehe die Erklärung Témoignage in: La Linguistique 30:1 (1994), S. 3–8.